# 维伯夫
维伯夫（法語：Vibeuf，法語發音：[vibœf]）是法国滨海塞纳省的一个市镇，属于鲁昂区。

## 地理
维伯夫（49°41'35"N, 0°54'17"E）面积8.66 平方千米，位于法国诺曼底大区滨海塞纳省，该省份为法国北部沿海省份，其西部及北部濒大西洋英吉利海峡，东起顺时针与索姆省、瓦兹省、厄尔省和卡爾瓦多斯省接壤。
与维伯夫接壤的市镇（或旧市镇、城区）包括：拉丰特莱、安布勒维尔、兰德伯夫、乌维尔拉拜、耶维尔。

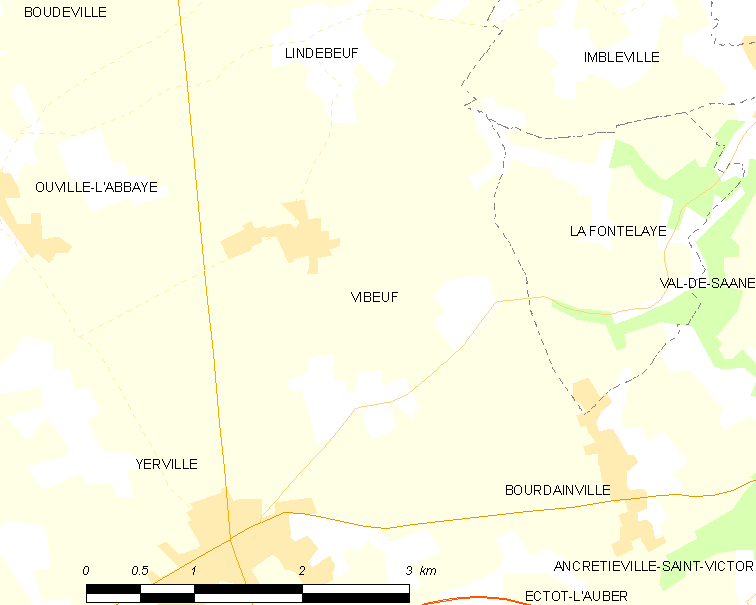
维伯夫的OSM定位图

维伯夫的时区为UTC+01:00、UTC+02:00（夏令时）。

## 行政
维伯夫的邮政编码为76760，INSEE市镇编码为76737。

## 政治
维伯夫所属的省级选区为伊沃托县。

## 人口

1962-2008年间维伯夫人口变化图示

维伯夫于2022年1月1日时的人口数量为621人。